# Вільшанський провулок (Київ)
Вільша́нський прову́лок — провулок у Печерському районі міста Києва, місцевість Звіринець. Пролягає від Звіринецької вулиці до тупика.
Прилучається Вільшанська вулиця.

## Історія
Провулок виник у 1950-ті роки під назвою 651-ша Нова вулиця. Сучасна назва — з 1953 року.